# Сокафедральный собор Логроньо
Сокафедральный собор Санта-Мария-де-ла-Редонда (исп. Concatedral de Logroño) — католический собор в Логроньо, центре испанской провинции Риоха. Вместе с соборами Калаорра и Санто-Доминго-де-ла-Кальсада является резиденцией церковной епархии Калаорра и Ла-Кальсада-Логроньо.
Построен в XV веке. Является объектом исторического наследия Испании.

## История
В 1095 году король Леона Альфонсо VI предоставил Логроньо разрешение на размещение поселенцев и паломников, которые проходили по Пути Святого Иакова. Со временем население города значительно выросло, здесь появилось несколько церквей. В 1516 году началось большое строительство нового собора, продлившееся с некоторыми остановки в течение трёх веков. Сегодня храм расположен в центральной части старого города Логроньо и выходит на старую Рыночную площадь.
В 1959 году Санта-Мария-де-ла-Редонда объявлена одним из сокафедральных соборов, разделив этот ранг с историческими соборами Калаорры (XV век) и Санто-Доминго-де-ла-Кальсада (XI век).

## Архитектура

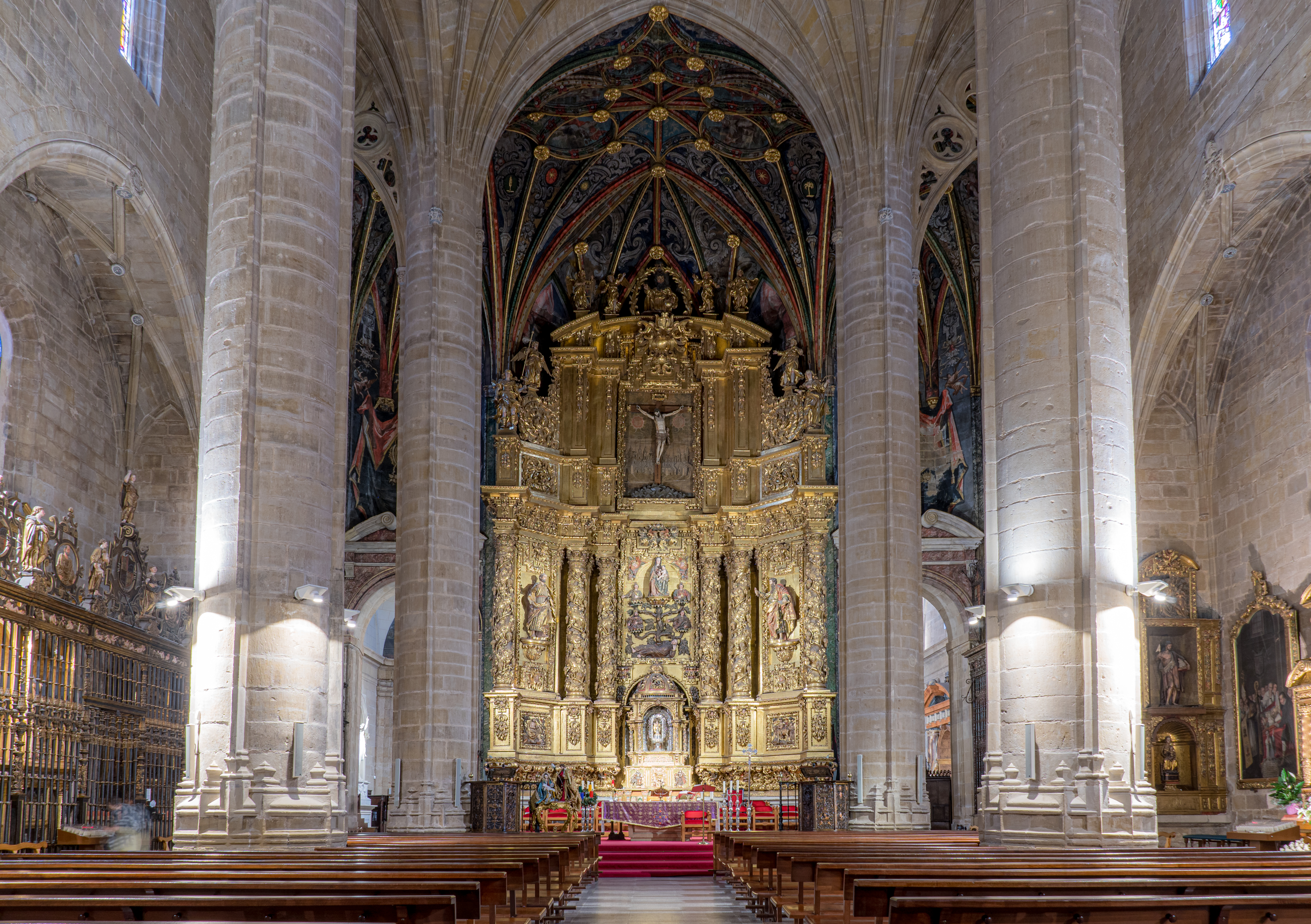
Интерьер храма

Здание собора состоит из трёх нефов: центрального и двух нижних, а также деамбулатория и хора. Главная дверь обрамлена двумя башнями-близнецами в стиле «риоханского барокко».
Между 1516 и 1598 годами был построен центральный неф в готическом стиле с восемью высокими цилиндрическими колоннами, которые завершаются открытием, образующим ребристые своды. Глядя вверх, посетитель мог увидеть нечто похожее на каменную пальмовую рощу: такой образ мог быть навеян тонкими цилиндрическими колоннами без ребер и изображением наверху филигранных поперечных ветвей.
В XVII веке собор был расширен и объединён с часовней Святого Христа, которая со временем превратилась в деамбулаторий за главным алтарём. Наконец, в XVIII веке основное строение было окончательно завершено: хор был спущен на землю, а внутри была построена монументальная часовня Богоматери Ангелов.

## Внутреннее убранство

### Голгофа Ла-Риохи

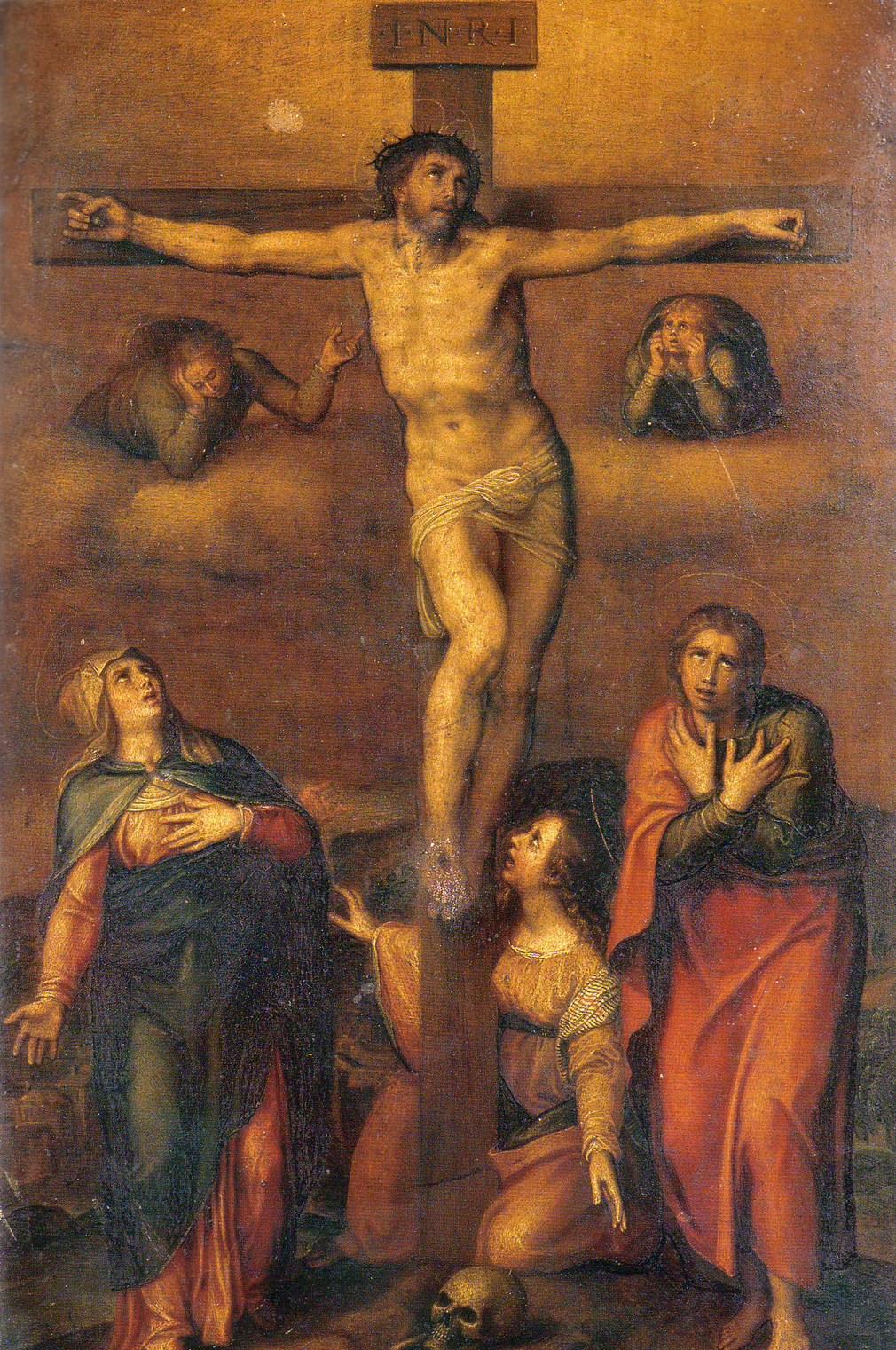
Голгофа Риохи. Предположительное авторство — Микеланджело

В амбулатории, за главным алтарем собора, есть небольшая картина маслом. Она представляет собой Голгофу с живым Христом, Скорбящей Девой, Иоанном Евангелистом и Марией Магдалиной. Микеланджело написал небольшую картину с таким сюжетом для своей близкой подруги Виттории Колонны, бывшей замужем за Франсиско Ферранте д’Авалос, аристократом из Ла-Риохи. В 1525 году Ферранте д’Авалос был ранен в битве и вскоре умер. Его молодая вдова написала в его память пламенные любовные сонеты. В 1540 году она попросила у своего друга Микеланджело небольшую картину с изображением Распятия, чтобы помочь в её личных молитвах. Она передала ему несколько эскизов, копии которых хранятся в Британском музее и Лувре. Художник с удовольствием нарисовал для Виттории маленькую Голгофу. В то время на картине были изображены только Христос, Дева Мария и Святой Иоанн.
В 1547 году Виттория умерла, и Микеланджело решил дополнить картину, включив фигуру своей подруги в образе Марии Магдалины, обнимающей крест Христа и несущей на плечах платок, символ её вдовства.
Считается, что картина попала в собор после того, как епископ Педро Гонсалес в XVII веке приобрел в Риме для своей часовни Святого Христа, расположенной рядом с главным алтарём собора, множество произведений искусства. Среди приобретённых работ была картина, по описанию полностью совпадавшая с произведением Микеланджело. Дон Педро дал указание хранить картину в сундуке до окончания строительства, чтобы не повредить изображение. Фактически несколько веков работа находилась в забвении. Во второй половине XX века картину изучили отнесли к школе Микеланджело. Сегодня она помещена в деамбулаторий за главным алтарем. Но окончательные выводы об авторстве ещё не сделаны.

### Панно Гиллиса Куанье

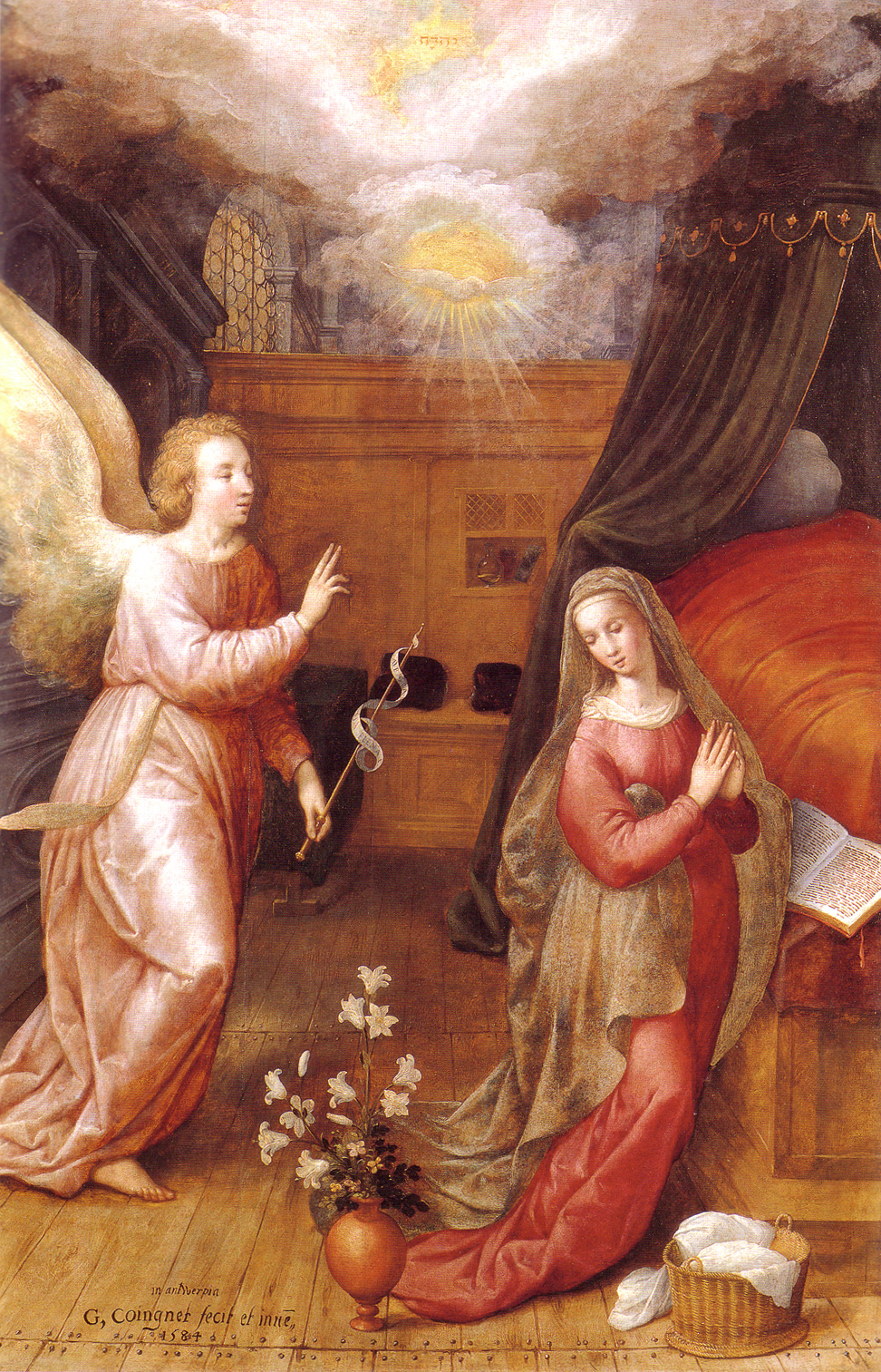
Одно из панно Гиллиса Куанье. Благовещение

Фламандский художник Гиллис Куанье создал эти панно в Антверпене в 1584 году. Сменив несколько владельцев, в XX веке они оказались в соборе Логроньо. Музей Прадо помог с реставрацией.
В соборе расположены шесть панно размером 131х88 см, изображающих Святого Петра, Воскресение Христа, Иоанна Крестителя, Благовещение Марии, Богоявление и Успение Богородицы; а также три панно размером 26,5х96 см, на которых изображены различные сцены из жизни святого Франциска Ассизского.